# Hesselberg (Ehingen)
Hesselberg ([ˈhɛsl̩ˌbɛʁk] ) ist eine Wüstung auf dem Gemeindegebiet von Ehingen im Landkreis Ansbach (Mittelfranken, Bayern). Hesselberg lag in der Gemarkung Ehingen.
Die Siedlung Hesselberg lag nördlich des Hesselbergs auf einer Höhe von 606 m ü. NHN und war über einen Anliegerweg zu erreichen, der 0,8 km südlich zu einer Gemeindeverbindungsstraße bei Berghaus führte. In den Amtlichen Ortsverzeichnissen für Bayern wurde Hesselberg erstmals 1952 erwähnt. Es lebten zu diesem Zeitpunkt 120 Personen in Notunterkünften. Die Protestanten waren nach St. Jakobus der Ältere (Ehingen) gepfarrt, die Katholiken waren nach Mariä Himmelfahrt (Hirschbrunn) gepfarrt. 1964 galt Hesselberg als unbewohnt. Auf einer topographischen Karte von 1972 war der Ort nicht mehr verzeichnet.